# Louise Rose
Louise Rose (* im 20. Jahrhundert) ist eine britische Schauspielerin und Sängerin. Sie war von 1998 bis 2000 Mitglied der britischen Pop-Girlgroup Precious.

## Leben

### Precious
Louise Rose startete 1998 ihre Musikkarriere in der britischen Girlgroup Precious, die 1999 mit dem Song Say It Again am britischen Vorentscheid zum Eurovision Song Contest in Jerusalem teilnahmen und diesen gewannen. Obwohl Say It Again in den britischen Charts ein Top-Ten-Hit wurde, floppte er beim Eurovision Song Contest, und so erreichten Precious mit 38 Punkten nur den zwölften Platz. Weitere Veröffentlichungen von Precious erzielten nur bescheidene Erfolge, was schließlich ausschlaggebend für die Auflösung der Band im Jahre 2000 war. 

### Schauspielerische Karriere
Rose hatte Rollen in den britischen Fernsehserien Casualty (1986), Dream Team (1997), The Afternoon Play (2003), Moving Wallpaper (2008) und Diamonds (2008).

## Filmografie (Auswahl)
- 1986: Casualty (Fernsehserie)
- 1997: Dream Team (Fernsehserie)
- 2003: The Afternoon Play (Fernsehserie)
- 2008: Moving Wallpaper (Fernsehserie)
- 2008: Diamonds (Fernsehserie)